# Melodi Grand Prix 2012
Der 50. Melodi Grand Prix diente dazu den norwegischen Beitrag für den Eurovision Song Contest 2012 in Baku (Aserbaidschan) zu finden. Als Sieger ging der norwegisch-iranische Sänger Tooji hervor. Ausstrahlendes Programm war wie in jedem Jahr der Norsk Rikskringkasting NRK1 im Januar und Februar 2012. Die Moderatoren des norwegischen Vorentscheid waren Per Sundes und Marte Stokstad.

## Format
| Brekstad |

| Florø |

| Larvik |

| Oslo |

### Konzept
Wie in den Vorjahren, wurden die Vorrunden des Melodi Grand Prix in unterschiedlichen norwegischen Städten abgehalten. Acht Teilnehmer wurden pro Halbfinale vorgestellt, von denen sich jeweils drei Künstler für das Finale im Oslo Spektrum qualifizierten. Im Vorfeld der Halbfinals wurden 15-sekündige Vorschauclips mit den Songs der Teilnehmer auf nrk.no/mgp eingestellt.
Im Finale gab es dann zwei Abstimmungsrunden. In der ersten Runde wählten die Zuschauer per SMS-Abstimmung ihre vier Favoriten für das Gullfinale (Goldfinale) aus. Im Gullfinale vergaben dann drei regionale Jurys sowie fünf verschiedene Regionen Norwegens die Punkte, wo durch der Sieger ermittelt wurde.

### Sendungen
| Sendung     | Sendedatum       | Stadt    | Austragungsort         |
| ----------- | ---------------- | -------- | ---------------------- |
| Delfinale 1 | 21. Januar 2012  | Brekstad | Ørland hovedflystasjon |
| Delfinale 2 | 28. Januar 2012  | Larvik   | Arena Larvik           |
| Delfinale 3 | 04. Februar 2012 | Florø    | Florø Idrettssenter    |
| Finalen     | 11. Februar 2012 | Oslo     | Oslo Spektrum          |

## Halbfinale

### Erstes Halbfinale
Das erste Halbfinale (Delfinale 1) fand am 21. Januar 2012 um 19:55 Uhr (MEZ) im Ørland hovedflystasjon in Brekstad statt.
| Platz | Startnr. | Interpret                     | Lied Musik (M) und Text (T)                                                          | Sprache    | Übersetzung (Inoffiziell)    |
| ----- | -------- | ----------------------------- | ------------------------------------------------------------------------------------ | ---------- | ---------------------------- |
| 1.    | 7        | Nora Foss Al-Jabri            | Somewhere Beautiful M/T: Christian Ingebrigtsen, Eivind Rølles                       | Englisch   | Irgendwo Schönes             |
| 2.    | 8        | The Carburetors               | Don't Touch The Flame M/T: Stian Krogh, Christopher Lindahl, Per Gunnar Lund-Vang    | Englisch   | Berühre nicht die Flamme     |
| 3.    | 3        | Reidun Sæther                 | High On Love M/T: Thomas G:son, Tommy Berre, Ovidiu Jacobsen                         | Englisch   | Im Liebesrausch              |
| –     | 1        | Irresistible feat. Carl Pritt | Elevator M/T: Anne Wik, Nermin Harambasic, Ronny Svendsen, Robin Jenssen, Carl Pritt | Englisch   | Fahrstuhl                    |
| –     | 2        | Kim André Rysstad             | Så vidunderleg M/T: Elin Nygård                                                      | Norwegisch | So wunderschön               |
| –     | 4        | Rudi Myntevik                 | You Break It, You Own It M/T: Rune Berg, Asbjørn Ribe                                | Englisch   | Du brichst es, dir gehört es |
| –     | 5        | Lisa Stokke                   | With Love M/T: Lisa Stokke, Johanna Demker, Anita Lixel, Tommy Berre                 | Englisch   | Mit Liebe                    |
| –     | 6        | United                        | Little Bobbi M/T: John Lundvik, Philip Halloun, Thomas Felberg                       | Englisch   | Kleiner Bobbi                |

 Kandidat hat sich für das Finale qualifiziert.

### Zweites Halbfinale
Das zweite Halbfinale (Delfinale 2) fand am 28. Januar 2012 um 19:55 Uhr (MEZ) in der Arena Larvik in Larvik statt.
| Platz | Startnr. | Interpret         | Lied Musik (M) und Text (T)                                    | Sprache    | Übersetzung (Inoffiziell) |
| ----- | -------- | ----------------- | -------------------------------------------------------------- | ---------- | ------------------------- |
| 1.    | 6        | Plumbo            | Ola Nordmann M/T: Lars Erik Blokkhus, Glenn Hauger             | Norwegisch | –                         |
| 2.    | 3        | Tommy Fredvang    | Make It Better M/T: Tommy Fredvang, Hanne Sørvaag, Tommy Berre | Englisch   | Mache es besser           |
| 3.    | 5        | Malin Reitan      | Crush M/T: Beyond51                                            | Englisch   | Schwarm                   |
| –     | 1        | Cocktail Slippers | Keeps On Dancing M/T: Cocktail Slippers                        | Englisch   | Weiter tanzen             |
| –     | 2        | Isabel Ødegård    | I've Got You M/T: Thomas Helland, Isabel Ødegård               | Englisch   | Ich habe dich             |
| –     | 4        | Rikke Lie         | Another heartache M/T: Rikke Lie, Maria Marcus, Niclas Lundin  | Englisch   | Weiteres Liebeskummer     |
| –     | 7        | Minnie-Oh         | You And I M/T: Monica Johansen                                 | Englisch   | Du und ich                |
| –     | 8        | Rikke Normann     | Shapeshifter M/T: Silya Nymoen, Rikke Normann                  | Englisch   | Gestaltwandler            |

 Kandidat hat sich für das Finale qualifiziert.

### Drittes Halbfinale
Das dritte Halbfinale (Delfinale 3) fand am 4. Februar 2012 um 19:55 Uhr (MEZ) im Florø Idrettssenter in Florø  statt.
| Platz | Startnr. | Interpret                | Lied Musik (M) und Text (T)                                                                    | Sprache    | Übersetzung (Inoffiziell)                        |
| ----- | -------- | ------------------------ | ---------------------------------------------------------------------------------------------- | ---------- | ------------------------------------------------ |
| 1.    | 3        | Petter Øien & Bobby Bare | Things Change M/T: Bobby Bare                                                                  | Englisch   | Sachen ändern sich                               |
| 2.    | 1        | Tooji                    | Stay M/T: Tooji, Peter Boström, Figge Boström                                                  | Englisch   | Bleib                                            |
| 3.    | 4        | Yaseen & Julie Maria     | Sammen M/T: Sigve Bull, El Axel                                                                | Norwegisch | Zusammen                                         |
| –     | 2        | Marthe Valle             | Si M/T: Marthe Valle                                                                           | Norwegisch | Sagen                                            |
| –     | 5        | Håvard Lothe Band        | The Greatest Day M/T: Håvard Lothe                                                             | Englisch   | Der größte Tag                                   |
| –     | 6        | Silya Nymoen             | Euphoria M/T: Silya Nymoen                                                                     | Englisch   | Euphorie                                         |
| –     | 7        | The Canoes               | Seemed Like a Good Idea At the Time M/T: Arne Hovda, Erik Røe, Christopher Gross, Hans Aaserud | Englisch   | Sah nach einer guten Idee aus zur damaligen Zeit |
| –     | 8        | Lise Karlsnes            | Sailors M/T: Lise Karlsnes, Thomas Eriksen                                                     | Englisch   | Segler                                           |

 Kandidat hat sich für das Finale qualifiziert.
 Kandidat hat sich per Wildcard für das Finale qualifiziert.

## Finale
Das Finale (Finalen) fand am 11. Februar 2012 um 19:55 Uhr (MEZ) im Oslo Spektrum in Oslo statt.
Als Pausenfüller traten alle zehn Finalisten mit dem Lied Voi Voi auf, das das erste Siegerlied des Melodi Grand Prix war und eine Tribute an Nora Brockstedt sein sollte. Eigentlich sollte auch die Vorjahressiegerin Stella Mwangi mit ihrem Lied Haba Haba auftreten. Aus persönlichen Gründen musste sie allerdings absagen. Für sie führte Alexander Rybak eine Medley auf.
| Startnr. | Interpret                | Lied Musik (M) und Text (T)                                                       | Sprache    | Übersetzung (Inoffiziell) |
| -------- | ------------------------ | --------------------------------------------------------------------------------- | ---------- | ------------------------- |
| 01       | Tooji                    | Stay M/T: Tooji, Peter Boström, Figge Boström                                     | Englisch   | Bleib                     |
| 02       | Reidun Sæther            | High On Love M/T: Thomas G:son, Tommy Berre, Ovidiu Jacobsen                      | Englisch   | Im Liebesrausch           |
| 03       | Lise Karlsnes            | Sailors M/T: Lise Karlsnes, Thomas Eriksen                                        | Englisch   | Segler                    |
| 04       | Plumbo                   | Ola Nordmann M/T: Lars Erik Blokkhus, Glenn Hauger                                | Norwegisch | –                         |
| 05       | Malin Reitan             | Crush M/T: Beyond51                                                               | Englisch   | Schwarm                   |
| 06       | Nora Foss Al-Jabri       | Somewhere Beautiful M/T: Christian Ingebrigtsen, Eivind Rølles                    | Englisch   | Irgendwo Schönes          |
| 07       | The Carburetors          | Don't Touch The Flame M/T: Stian Krogh, Christopher Lindahl, Per Gunnar Lund-Vang | Englisch   | Berühre nicht die Flamme  |
| 08       | Petter Øien & Bobby Bare | Things Change M/T: Bobby Bare                                                     | Englisch   | Sachen ändern sich        |
| 09       | Yaseen & Julie Maria     | Sammen M/T: Sigve Bull, El Axel                                                   | Norwegisch | Zusammen                  |
| 10       | Tommy Fredvang           | Make It Better M/T: Tommy Fredvang, Hanne Sørvaag, Tommy Berre                    | Englisch   | Mache es besser           |

 Kandidat hat sich für das Goldfinale qualifiziert.

### Goldfinale
| Platz | Startnr. | Interpret                | Lied Musik (M) und Text (T)                                    | Jurystimmen nach Stadt | Jurystimmen nach Stadt | Jurystimmen nach Stadt | Zuschauerstimmen nach Region (SMS) | Zuschauerstimmen nach Region (SMS) | Zuschauerstimmen nach Region (SMS) | Zuschauerstimmen nach Region (SMS) | Zuschauerstimmen nach Region (SMS) | Gesamt  |
| Platz | Startnr. | Interpret                | Lied Musik (M) und Text (T)                                    | Ørland                 | Larvik                 | Florø                  | Nord-Norge                         | Vestlandet                         | Sørlandet                          | Midt-Norge                         | Østlandet                          | Gesamt  |
| ----- | -------- | ------------------------ | -------------------------------------------------------------- | ---------------------- | ---------------------- | ---------------------- | ---------------------------------- | ---------------------------------- | ---------------------------------- | ---------------------------------- | ---------------------------------- | ------- |
| 1.    | 4        | Tooji                    | Stay M/T: Tooji, Peter Boström, Figge Boström                  | 6.000                  | 6.000                  | 6.000                  | 3.425                              | 21.146                             | 26.474                             | 32.114                             | 54.321                             | 155.480 |
| 2.    | 2        | Nora Foss Al-Jabri       | Somewhere Beautiful M/T: Christian Ingebrigtsen, Eivind Rølles | 8.000                  | 8.000                  | 8.000                  | 1.381                              | 09.776                             | 12.615                             | 14.581                             | 27.693                             | 090.046 |
| 3.    | 3        | Petter Øien & Bobby Bare | Things Change M/T: Bobby Bare                                  | 4.000                  | 2.000                  | 2.000                  | 2.452                              | 11.552                             | 14.907                             | 19.963                             | 22.811                             | 079.685 |
| 4.    | 4        | Plumbo                   | Ola Nordmann M/T: Lars Erik Blokkhus, Glenn Hauger             | 2.000                  | 4.000                  | 4.000                  | 1.089                              | 07.037                             | 12.712                             | 11.633                             | 19.397                             | 061.868 |